# Benno Ertmann
Benno L. Ertmann (* 6. April 1940 in Stabigotten, Ostpreußen; † 25. Oktober 2022) war ein Generalleutnant der Luftwaffe der Bundeswehr und zuletzt Stellvertreter des Inspekteurs der Luftwaffe.

## Militärische Laufbahn

### Ausbildung und erste Verwendungen
Ertmann trat nach dem Abitur am 4. April 1960 in die Luftwaffe ein. Nach der Flugausbildung auf dem Muster Fiat G.91 folgten Verwendungen in Fürstenfeldbruck, beim Hauptquartier der Second Allied Tactical Air Force und bei leichten Kampfgeschwadern.

### Dienst als Stabsoffizier
Ertmann nahm von 1970 bis 1972 am 15. Generalstabslehrgang Luftwaffe an der Führungsakademie der Bundeswehr in Hamburg teil, wo er zum Offizier im Generalstabsdienst ausgebildet wurde. 1972 wurde er Hilfsreferent (entspricht heute Referent) im Bundesministerium der Verteidigung (BMVg) in Bonn im Bereich Führungssysteme Bundeswehr und 1975 persönlicher Stabsoffizier des Oberbefehlshabers Allied Forces Central Europe (CINCENT) unter den Generalen Kurt Schnell und Franz-Joseph Schulze. 1979 erfolgte die Ernennung zum Kommandeur einer Fliegerhorstgruppe, bevor er 1982 abermals Referent im BMVg wurde, diesmal zuständig für NATO/WEU. 1984 bis 1988 war Ertmann stellvertretender Branch Chief der Combat Requirements Branch bei Supreme Headquarters Allied Powers Europe (SHAPE) in Belgien und danach bis 1991 Referatsleiter im Führungsstab der Luftwaffe des BMVg.

### Dienst als General
Zum 1. April 1991 wechselte er als Chief Combat Requirements Branch der Operations Division zurück zu SHAPE, wo er Anfang 1993 Chief der Operations and Plans Branch wurde. Am 16. Dezember 1994 übernahm er die Dienststellung des Chef des Stabes des Führungsstabes der Streitkräfte im BMVg. Zum 1. Oktober 1997 wurde Ertmann zum Stellvertreter des Inspekteurs der Luftwaffe ernannt. Er trat im Oktober 2000 in den Ruhestand.

## Privates
Ertmann war katholisch, verheiratet und hatte einen Sohn. Er war Mitglied des Beirates der Zeitschrift Europäische Sicherheit sowie Mitglied im Freundeskreis Luftwaffe. Ertmann starb 2022 nach langer Krankheit.

## Auszeichnungen
- 1992: Verdienstkreuz am Bande des Verdienstordens der Bundesrepublik Deutschland